# 井波健太郎
井波 健太郎（いなみ けんたろう、1993年1月21日 - ）は、トップイーストリーグDiv.1ヤクルトレビンズに所属するラグビーユニオン選手。

## プロフィール
- 岐阜県出身。
- ポジションはセンター(CTB)。
- 身長 181cm、体重 97kg
- ニックネームはイナケン、Kenny。
- U20日本代表に選ばれたことがある[1]。

## 来歴
2011年、東海大仰星高校卒業後、東海大学に入る。なお東海大仰星高校時代、高校日本代表候補に選ばれたことがある。　
2015年、東海大学卒業後、オーストラリアのクラブチームランドウィックでプレーし、同年7月には近鉄ライナーズに加入。また同年11月28日に行われたジャパンラグビートップリーグ第3節のサントリーサンゴリアス戦に先発出場で公式戦初出場を果たす。
2019年、東大阪小売商業団体連合会の東大阪のお買い物促進ポスターに起用される。
2020年、ヤクルトレビンズに加入。